# Batalla de Sidón
La batalla de Sidón tuvo lugar en junio de 2013,en la ciudad libanesa de Sidón, en el marco del conflicto desatado en el país a causa de la guerra civil que asola Siria.